# 匿名作品
匿名作品是指作者身份不明或作者未署名的作品。各国著作权法允许作者可以以本名、化名或以不署名的方式发表作品，因此，匿名作品依然受著作权法保护。匿名作品著作权中的财产权由作品原件的合法持有人行使，一旦匿名作品作者身份被公开或被確定，作者可以立即可以行使著作权。